# Олександрівська колона (Ростов-на-Дону)
Олександрівська колона (рос. Александровская колонна) (Олександрійська колона) — пам'ятник, розташований в Ростові-на-Дону в парку імені Віті Черевичкіна. Пам'ятник відкритий в 1894 році в місті Нахічевань-на-Дону (нині у складі Пролетарського району Ростова-на-Дону). Олександрівська колона — це єдиний дореволюційний пам'ятник міста, що уцілів в радянський час. Колона має статус об'єкта культурної спадщини місцевого значення.

## Історія

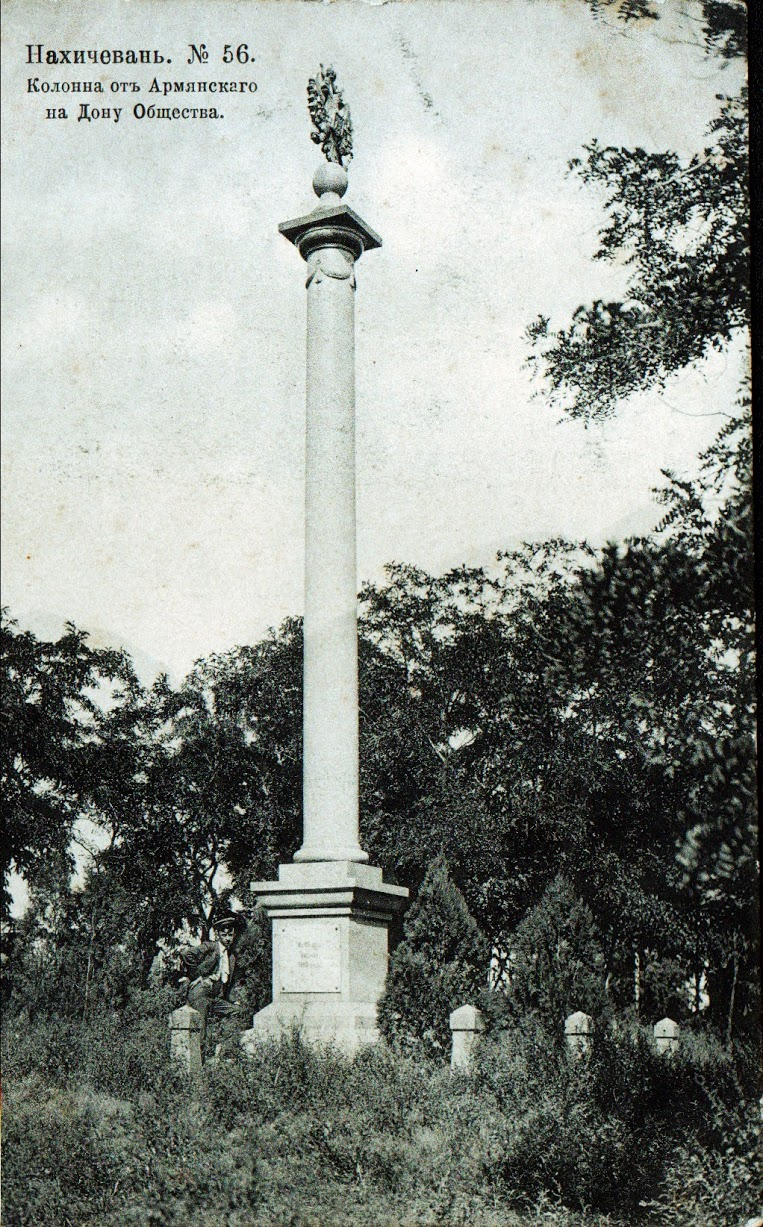
Колона в 1907 році

Урочисте відкриття Олександрівської колони відбулося 18 вересня 1894 року — в один день з пам'ятником Катерині II. Монумент був присвячений 25-річчю з початку царювання Олександра II. Парк, в якому була встановлена колона, отримав назву Олександрівського.
Пам'ятник являв собою 11-метрову колону з цілісного граніту, увінчану гербом Росії. Колона стоїть на квадратному постаменті. Займаний пам'ятником майданчик оточений огорожею з ланцюгом. Автором проекту був нахічеванський архітектор М. Н. Дурбах. Пам'ятник був виготовлений в ростовській майстерні С. А. Тонітто. На момент встановлення пам'ятник мав офіційну назву «пам'ятник Олександру II від нахічеванських вірмен».
Після приходу радянської влади пам'ятник не знесли. Були демонтовані тільки пам'ятні дошки на постаменті і двоголовий орел на вершині. В ході реконструкції 1994 року на колоні був знову встановлений двоголовий орел і пам'ятні дошки з написами: «В пам'ять XXV річчя славного царювання Імператора Олександра II» і «Від Нахічеванського на Дону вірменського товариства 25·IX·1894».

Фрагменти пам'ятника
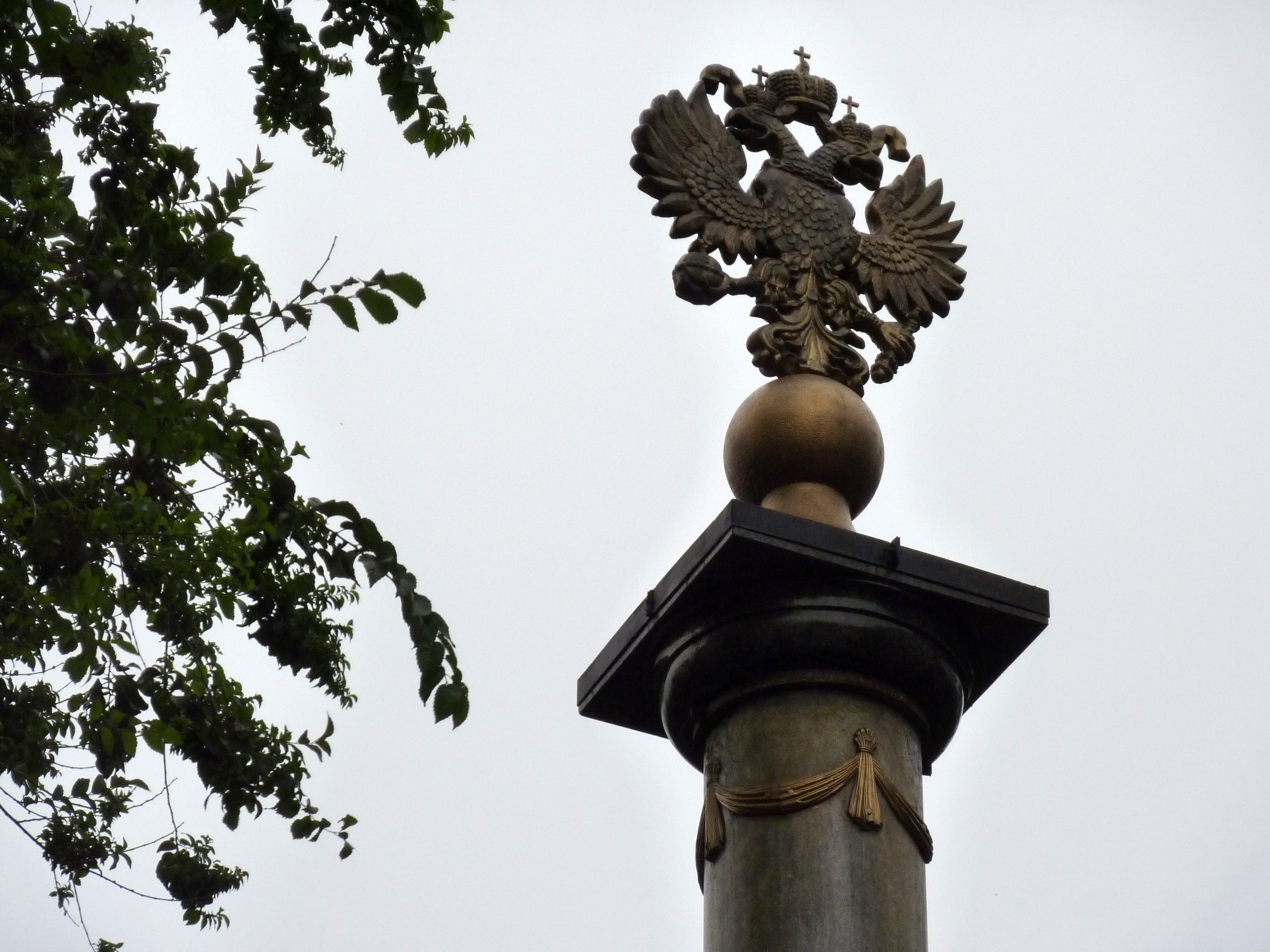
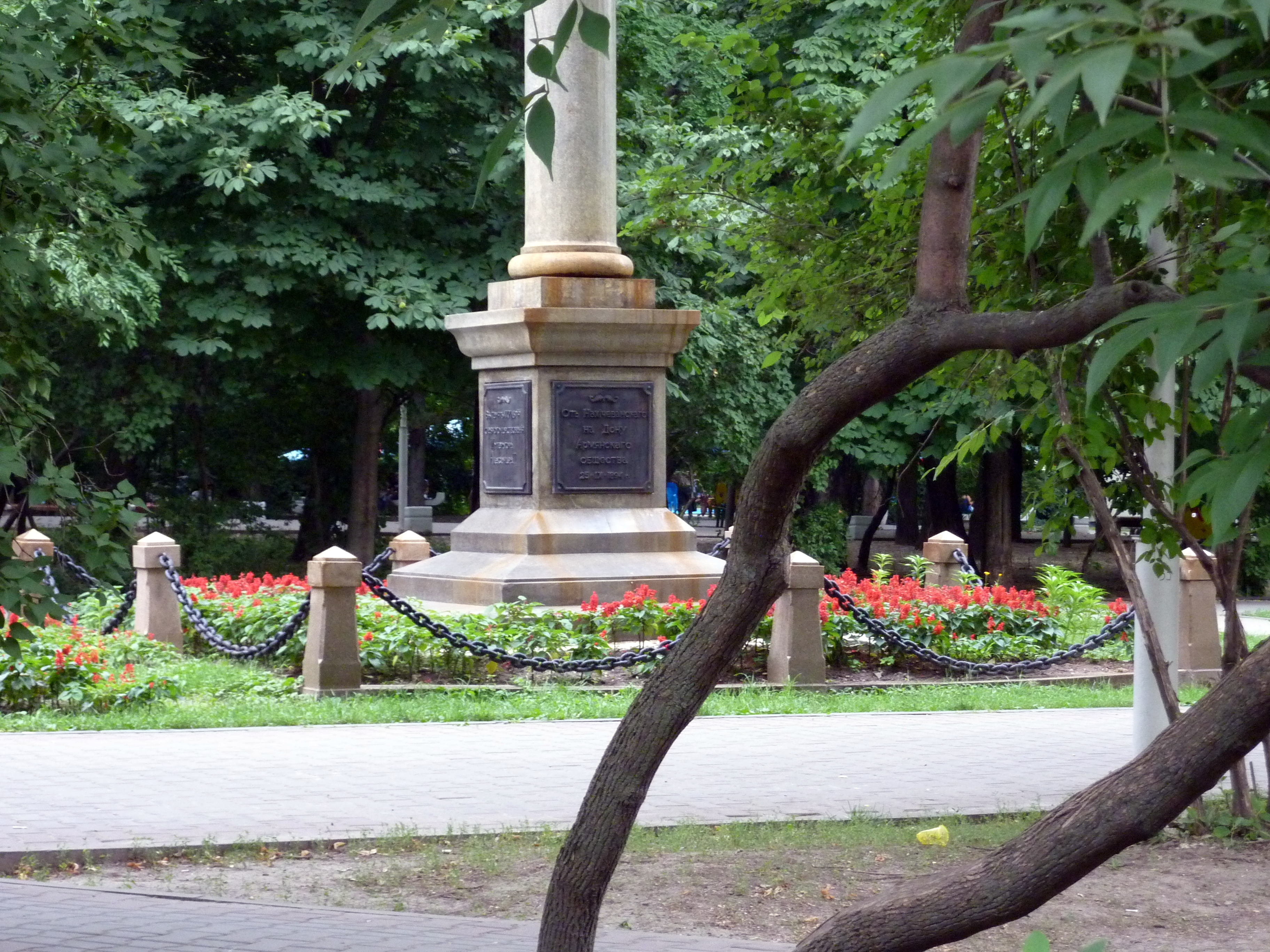
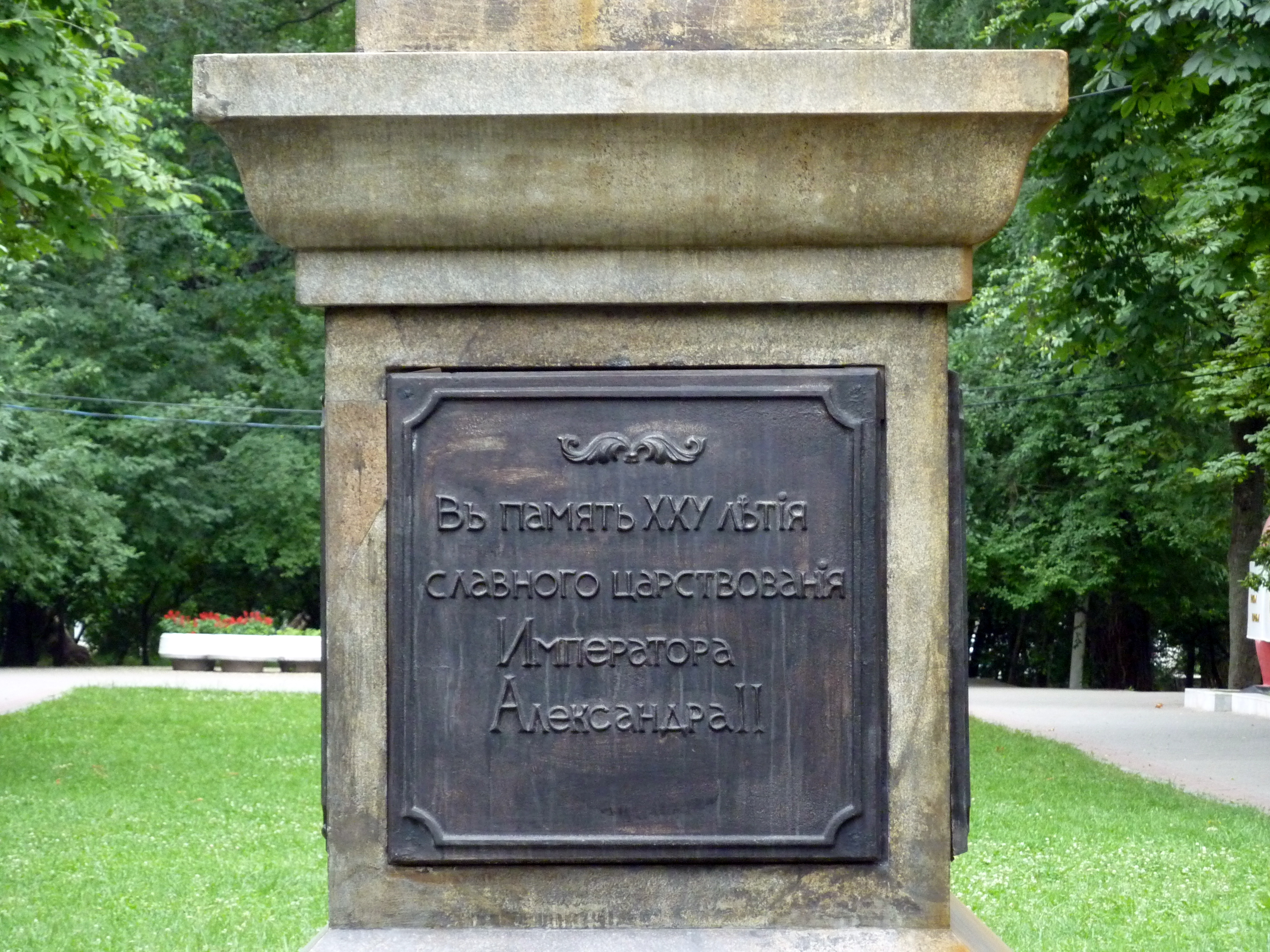
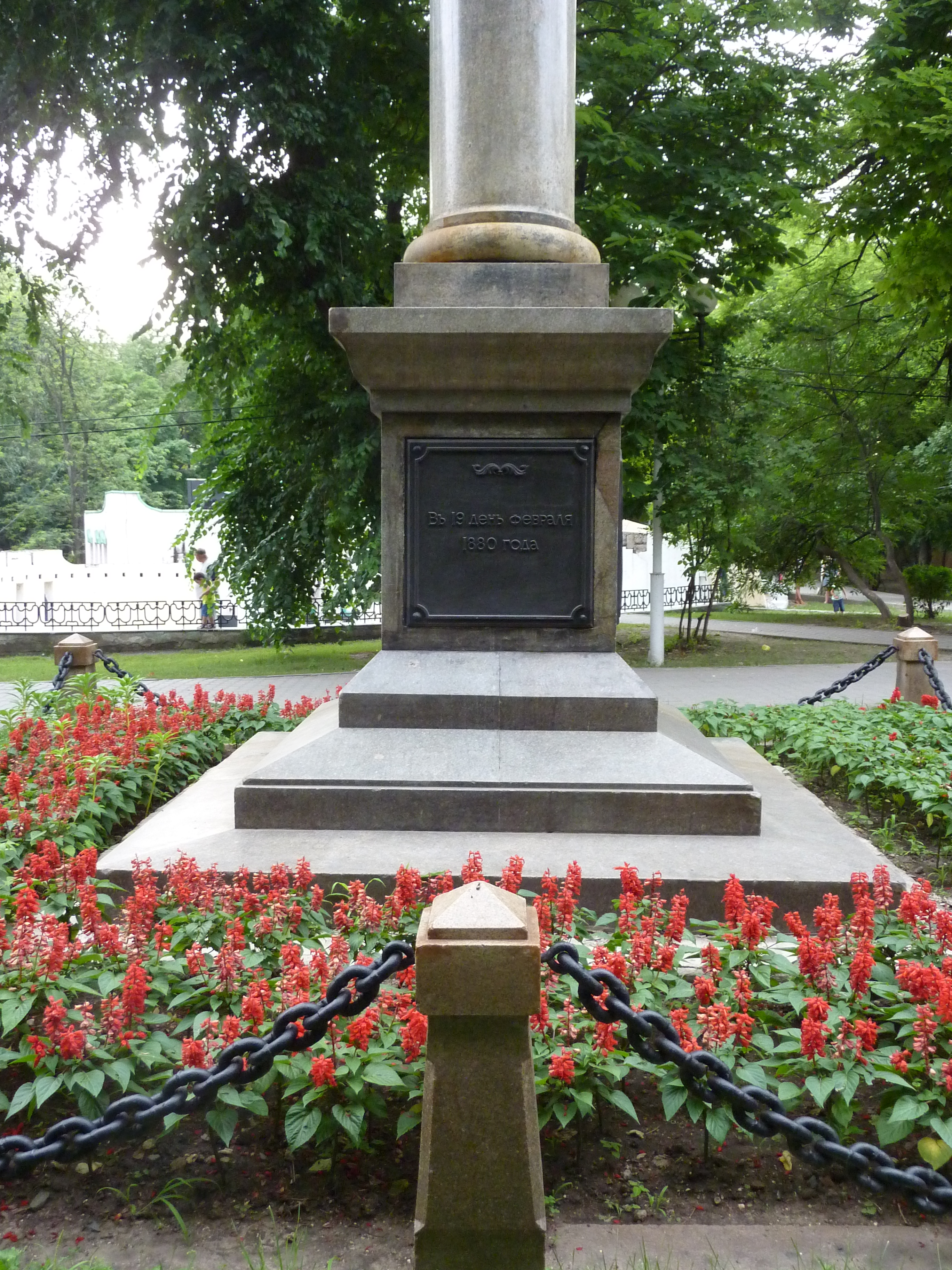